# Dreamus
Dreamus é uma empresa de eletrônicos e entretenimento fundada em 1999, originalmente como ReignCom. Atualmente com sede na Coreia do Sul (e anteriormente nos Estados Unidos), é a empresa controladora da iRiver, Astell & Kern e FLO, com sede na Coreia do Sul, bem como da Yurion e da Funcake Entertainment Services. Desde 2014, é uma subsidiária da SK Telecom quando foi conhecida anteriormente como iRiver.

## História
Em 1999, sete ex-executivos da Samsung criaram a empresa e fizeram seu IPO na KOSDAQ, bolsa de valores coreana, em 2003. Duk-Jun Yang, um dos fundadores, tornou-se o CEO da empresa.
A ReignCom anunciou em maio de 2006 que ajustaria seu foco para jogos móveis portáteis. Ela registrou vendas lentas para seu negócio de players de música, incluindo uma perda de 35,58 bilhões de wones (US$ 36,68 milhões de dólares) em 2005, em comparação com um lucro líquido de 43,46 bilhões em 2004. Em 2009, a ReignCom foi renomeada como iRiver.
Em agosto de 2014, a SK Telecom adquiriu a iRiver por 30 bilhões de wones. A seguir, em janeiro de 2015, foi lançada a plataforma de streaming de música: Music Mate. Em 17 de julho de 2017, a SM Entertainment adquiriu uma participação na iRiver e tornou-se o seu segundo maior acionista.
Em 31 de janeiro de 2018, foi anunciado que a controladora SK Telecom, juntamente com as agências de entretenimento SM Entertainment, JYP Entertainment e Hybe Corporation (anteriormente Bighit Entertainment) colaborariam e lançariam uma distribuição de música tipo B2B e uma plataforma de serviço de música B2C. Como parte deste acordo, a partir de 1º de fevereiro, a iRiver distribuiria os lançamentos de álbum e o conteúdo de música digital de JYP e Big Hit. Mais tarde, a Hybe fecharia um acordo de distribuição com a YG Plus em 27 de janeiro de 2021, portanto, não tendo mais parceria com a Dreamus. Em 11 de dezembro de 2018, foi anunciado que a empresa atualizaria e renomearia o serviço de streaming de música existente Music Mate para a nova plataforma de música: FLO.
Em 28 de março de 2019, a iRiver anunciou que mudaria o seu nome para Dreamus Company. Posteriormente, em 18 de novembro de 2021, a Dreamus fez parceria com a agência de entretenimento RBW com a FLO e assinou um contrato de parceria de performance exclusiva, com a qual a Dreamus possui uma participação de 2,04% na RBW. Em 29 de novembro do mesmo ano, a SK Telecom, originalmente controladora da Dreamus, criou a SK Square, o qual a Dreamus passou a ser a sua subsidiária.

## Gravadoras distribuídas
Coreia do Sul (até março de 2022)
- SM Entertainment
  - Label SJ
  - Million Market
  - Mystic Story (somente lançamentos selecionados; co-distribuído com Kakao Entertainment)
  - Woollim Entertainment (somente lançamentos selecionados; co-distribuído com Kakao Entertainment)
- JYP Entertainment
  - Studio J
  - SQU4D
- P Nation (co-distribuído com Kakao Entertainment, Genie Music e Stone Music Entertainment)
- NUPLAY
- Blue Vinyl[16]
- IOK Music
  - 131 Label
- Moss Music[17]

Internacionais
- Avex Inc.[c]
- Johnny & Associates
  - J Storm
- SM Entertainment
  - Label V

### Ex-gravadoras distribuídas
- Hybe Corporation (moveu-se para YG Plus[18])
  - Big Hit Music
  - Pledis Entertainment